# Floorball-Bundesliga 2015/16 (Frauen)
Die Floorball-Bundesliga 2015/16 war die 22. Spielzeit um die deutsche Floorball-Meisterschaft auf dem Großfeld der Damen. Es nahmen 9 Mannschaften teil. Zunächst wurden in drei Regionen die Play-off-Teilnehmer ermittelt, wobei die Ost-Staffel mit zwei Mannschaften, Weißenfels und Grimma (einzige Teilnehmer dieser Staffel), teilnahmen.

Im Finale konnte sich der UHC Sparkasse Weißenfels mit 7:5 und 4:3 gegen den Vorjahressieger MFBC Grimma durchsetzten und somit den 6. Meistertitel sichern.

## Teilnehmer
Nord:
- ETV Lady Piranhhas
- SG Bordesholm/Neuwittenbek/Kölln-Reisiek
- SG Berlin
- TV Eiche Horn Bremen

West:
- Dümptener Füchse
- SSF Dragons Bonn
- Pink Ladies Münster

Ost:
- MFBC Wikinger Grimma
- UHC Sparkasse Weißenfels

## Qualifikation
| Pl. | Verein                                   | Sp. | S  | U | N  | SDS | SDN | Tore  | Diff. | Pkt. |
| --- | ---------------------------------------- | --- | -- | - | -- | --- | --- | ----- | ----- | ---- |
| 01. | ETV Lady Piranhhas                       | 6   | 06 | 0 | 0  | 0   | 0   | 30:12 | +18   | 18   |
| 02. | SG Berlin                                | 6   | 03 | 0 | 02 | 01  | 0   | 25:20 | +05   | 11   |
| 03. | SG Bordesholm/Neuwittenbek/Kölln-Reisiek | 6   | 02 | 0 | 04 | 0   | 0   | 16:17 | −01   | 10   |
| 04. | TV Eiche Horn Bremen                     | 6   | 0  | 0 | 05 | 0   | 01  | 08:30 | -22   | 01   |

| Legende                    |
| -------------------------- |
| Teilnahme an den Play-Offs |

| Pl. | Verein             | Sp. | S  | U | N  | SDS | SDN | Tore  | Diff. | Pkt. |
| --- | ------------------ | --- | -- | - | -- | --- | --- | ----- | ----- | ---- |
| 01. | Dümptener Füchse   | 4   | 04 | 0 | 0  | 0   | 0   | 33:04 | +29   | 12   |
| 02. | SSF Dragons Bonn   | 4   | 01 | 0 | 03 | 0   | 0   | 08:15 | −07   | 03   |
| 03. | Pink Ladys Münster | 4   | 01 | 0 | 03 | 0   | 0   | 09:31 | -22   | 04   |

| Legende                    |
| -------------------------- |
| Teilnahme an den Play-Offs |

Ost Staffel
|                          | Gesamt |             | Spiel 1 | Spiel 2 | Spiel 3 |
| ------------------------ | ------ | ----------- | ------- | ------- | ------- |
| UHC Sparkasse Weißenfels | 2:0    | MFBC Grimma | 7:3     | 7:4     |         |

## Play-offs
Alle Spiele werden im Best-of-three-Modus gespielt, wobei die zuerst genannte Mannschaft für das erste Spiel Heimrecht besitzt und die zweite genannte für die anderen beiden Spiele.

### Halbfinale
|                  | Gesamt |                          | Spiel 1 | Spiel 2 | Spiel 3 |
| ---------------- | ------ | ------------------------ | ------- | ------- | ------- |
| Dümptener Füchse | 0:2    | UHC Sparkasse Weißenfels | 1:9     | 1:16    |         |
| MFBC Grimma      | 2:1    | ETV Lady Piranhhas       | 4:5     | 9:4     | 10:2    |

### Finale
|             | Gesamt |                          | Spiel 1 | Spiel 2 | Spiel 3 |
| ----------- | ------ | ------------------------ | ------- | ------- | ------- |
| MFBC Grimma | 0:2    | UHC Sparkasse Weißenfels | 5:7     | 3:4     |         |